# ستفيني
ستيفني (بالإنجليزية: stephanie )‏ هي شخصية خيالية أدت دورها جولينا روز في الجزء الأول والثاني والثالث، أما في الجزء الرابع والأخير فقد أدت دورها جلو لانغ في مسلسل الكرتون مدينة الكسالى. تتميز ستيفني باللون الوردي وبكونها الشخصية الأساسية في المسلسل.